# Жак Тожа
Жак Каміль Тожа́ (фр. Jacques Camille Toja; нар.1 вересня 1929  Ніцца, Франція — пом. 23 березня 1996, Нейї-сюр-Сен, Франція ) — французький актор театру і кіно, театральний режисер.
Закінчив Вищу національну консерваторію драматичного мистецтва. Працював у Комеді Франсез (1979—1983 — директор). 

## Життєпис
Жак народився у сім'ї торговця і доньки винороба. Любов до мистецтва йому прищепив дід по матері. Спочатку він вивчав право, однак потім зосередився на вивченні акторської майстерності. Також Тожа навчався в паризькій Національній консерваторії драматичного мистецтва. Її він закінчив в 1953 році. 
 В 1957, Жак спробував себе у ролі режисера здійснивши постановку однієї з вистав. Згодом починає брати участь у виставах театру «Комеді Франсез». На його рахунку близько 160 образів, створених на театральній сцені. За 6 років до того Жак зіграв свою першу роль в кіно — у фільмі «Невська вежа» за романом Олександра Дюма. Визнання йому принесла роль Араміса в фільмі «Три мушкетери». 
 З 1960 Тожа стає акціонером, а пізніше виконавчим директором «Комеді Франсез». 1986 року актор заснував фонд підтримки французького театру. Після його смерті фонд перейменували у «Фонд Жака Тожа». Він існує і сьогодні.
Після зйомок фільму за романом Олександра Дюма режисер Бернар Бордері запрошує Жака Тожа у свій цикл фільмів про Анжеліку. Роль короля Людовіка XIV принесла йому успіх по всьому світу. З колегою Мішель Мерсьє, яка виконала роль Анжеліки актор усе життя підтримував дружні відносини.
 Актор також відомий за роллю підполковника Вершиніна, яку він виконав у фільмі «Три сестри». 
 За свою кар'єру Тожа був удостоєний високих звань: Офіцер Ордену Почесного легіону та Командор Ордену мистецтв і літератури.  Актор помер у віці 66 років 23 березня 1996 року. Він боровся з раком протягом 6 років. Похований у рідному місті Ніцца. В 1999 році одна із площ міста була названа на його честь.

## Фільмографія
- 1955 — Нельська вежа — Філіп д'Он'є
- 1958 — Крістіна — Шаффер
- 1960 — Помилка — Ергаст
- 1960 — Севільський цирюльник (ТБ) — Альмавіва
- 1961 — Капітан Фракасс  — Леандр
- 1961 — Три мушкетери — Араміс
- 1962 — Ніч наших прощань — Ганс Аксель фон Ферзен
- 1962 — Сто років кохання: власниця кузні, кохання, фортепіано та Сафо — Сапфо
- 1964 — Анжеліка — маркіза янголів — Людовік XIV
- 1964 — Стіни — Жан-Луї
- 1965 — Прекрасна Анжеліка — Людовік XIV
- 1965 — Сільвері або голландські фонди — Віктор Доде
- 1966 — Анжеліка і король — Людовік XIV
- 1967 — Неприборкана Анжеліка — закадровий голос диктора
- 1967 — Амфітріон (ТБ, вистава театру «Комеді Франсез») — Юпітер
- 1968 — Насолода у чесноти (ТБ, вистава театру «Комеді Франсез») — маркіз Фабіо Коллі
- 1968 — Собака на сіні (ТБ, вистава театру «Комеді Франсез») — Теодоро
- 1969 — Осквернитель — (ТБ, театральна вистава) — Alde Pozzi
- 1969 — Мадам П'ятнадцять (мадам де Помпадур )— Людовик XV
- 1970 — Принцеса Еліди (ТБ, вистава театру «Комеді Франсез») — Арістомен
- 1971—1974 Арсен Люпен — майстер Ламара
- 1972 — Вчені жінки (ТБ, вистава театру «Комеді Франсез») — Клітандр
- 1972 — Могікане Парижу (ТБ, міні-серіал) — Дорваль
- 1972 — Зять пана Пуар'є — Гастон
- 1974 — Гра кохання і випадку — Маріо
- 1974 — Кохання -маскарад — Луї
- 1974 — Ундіна — король
- 1975 — Тартюф — Клеант
- 1975 — Вигаданий хворий — Беральд
- 1975 — Вечеря в Лозена — герцог де Лозен
- 1975 — Пан Тесте — батько Муассан
- 1975 — Сальватор та могікане Парижу (ТБ, міні -серіал) — Дорваль
- 1976 — Стакан води — герцог Болінгброк
- 1976 — Ревнощі — Марселін
- 1977 — Весілля Фігаро (ТБ, вистава театру «Комеді Франсез») — Альмавіва
- 1978 — Кохання під час революції: молодий Андре Шен'є в полоні (ТБ) — герцог
- 1980 — Три сестри — підполковник Вершинін
- 1981 — Кредитори — Адольф
- 1981 — Домашній хліб (ТБ) — П'єр
- 1985 — За останні п'ять хвилин (серія: Ніжні голуби) (ТБ, міні — серіал) — комісар Бланшар
- 1989 — Графиня де Шарні (ТБ, міні -серіал) — Людовік XV
- 1989—2006 — Комісар Наварро (ТБ, серіал) — Толньяк
- 1990 — Ден'є за жеребця (ТВ) — Перр'є
- 1991 — День, щоб пам'ятати — Жан — Франсуа
- 1995 — Вірна невірність — Анрі

## Нагороди і визнання
- Офіцер Ордену Почесного легіону
- Командор Ордену Мистецтв і літератури
- площа в місті Ніцца: (фр. Place Jacques Toja) (з 1999 року)